# William Harrison Hays
William Harrison Hays (Sullivan, 5 novembre 1879 – Sullivan, 7 marzo 1954) è stato un politico statunitense.
Da lui prende il nome l'omonimo codice di censura per il cinema statunitense in vigore dal 1934 al 1967.

## Biografia
Fu il ventiquattresimo presidente del comitato nazionale repubblicano dal 1918 al 1921, il quarantaseiesimo direttore generale delle poste degli Stati Uniti d'America dal 1921 al 1922 sotto il ventinovesimo presidente degli Stati Uniti d'America Warren Gamaliel Harding e il primo presidente della Motion Picture Association of America dal 1922 al 1945.
Nato nello stato di Indiana, a lui si deve il Codice Hays, una serie di linee-guida che limitarono la produzione cinematografica all'interno degli Stati Uniti d'America. Le limitazioni riguardavano il rispetto della moralità: non si poteva mostrare un nudo, andava vietato l'uso di droghe o alcolici, non si poteva alludere all'omosessualità, erano vietati rapporti fra persone di etnia diversa, non si poteva utilizzare un linguaggio troppo offensivo, non si potevano mostrare gli omicidi più brutali, non poteva essere mostrato esplicitamente l'adulterio e anche i baci troppo intensi non erano permessi. Il codice, approvato nel 1930, fu applicato dal 1934 sino al 1967.
Per quanto riguarda la vita politica fu presidente del Comitato Nazionale Repubblicano dal 1918 al 1921, e sposò Jessie Herron Hays. Alla sua morte il corpo venne seppellito al Center Ridge Cemetery, Sullivan, Indiana.

## Citazioni nei media
- The Casting Couch, regia di John Sealey - video con filmati di repertorio (1995)
- Lo schermo velato, regia di Robert Epstein e Jeffrey Friedman - video con filmati di repertorio (1995)